# لغة توات
اللغة التواتية هي لغة أمازيغية زناتية .منطوقة في منطقة توات جنوب الجزائر.خاصة في تامنطيت (مهددة بالانقراض منذ عام 1985 ) و في تيتاف، وتقع جنوب منطقة خطاب غورارة.
يعطيه Ethnologue الاسم العام زناتي جنبا إلى جنب مع لغة غورارة. لكن Blench لديه تصنيف آخر: الغورارية لهجة من اللغة المزابية و التواتية لهجة من اللغات الريفية.